# Monika Gabriela Bartoszewiczová
Monika Gabriela Bartoszewicz [výslovnost: bar.tɔˈʂɛ.vʲit͡ʂ, Bartoševič], rozená Dąbrowská [dɔmˈbrɔf.ska] (* 13. dubna 1980, Lodž, Polsko) je polská politoložka, výzkumníce v oboru mezinárodních vztahů a bezpečnosti. Je držitelkou doktorátu z politologie, působí jako vysokoškolská pedagožka a příležitostně jako publicistka.

## Profesní životopis
Monika Gabriela Bartoszewicz získala magisterský titul v oboru mezinárodní vztahy na univerzitě v Lodži (Polsko) a MLitt v mezinárodních bezpečnostních studiích na St Andrews University (Skotsko). V roce 2005 Dr. Bartoszewicz získala stipendium v Centre for Transatlantic Studies v Maastrichtu v Nizozemsku. V roce 2007 byla vědeckou stážistkou v Centru pro studium terorismu a politického násilí a v roce 2009 byla její práce oceněna Russell Trust Award. Dr. Bartoszewicz byla také výzkumnou asistentkou evropského průzkumu mobilizace mládeže, mezinárodního výzkumného projektu zaměřeného na radikalizaci mládeže v Evropě. V roce 2011 Dr. Bartoszewicz provedla nezávislý výzkum pro Skotskou vězeňskou službu (Scottish Prison Service) o radikalizaci evropských konvertitů na islám. Její disertační práce Controversies of Conversions: Exploring the Potential Terrorist Threat of European Converts to Islam (Kontroverze konverzí: zkoumání potenciální teroristické hrozby evropských konvertitů k islámu) (2013) zkoumala otázky identity a příslušnosti, nahlížené z hlediska bezpečnosti, se zvláštním zaměřením na potenciální teroristickou hrozbu, kterou představují evropští konvertité k islámu. Její interdisciplinární terénní výzkum probíhal ve Skotsku, Anglii, Nizozemsku, Dánsku a Polsku.

## Vědecká činnost

### Pedagogická činnost
Od roku 2011 do roku 2013 byla jmenována E.MA Fellow se specializací na mezinárodní vztahy v European Inter-University Centre for Human Rights and Democratisation v Benátkách. Od roku 2015 do roku 2016 působila jako přednášející na Jagellonské univerzitě (Krakov, Polsko), od roku 2015 do roku 2017 působila jako odborná asistentka na Vistula University ve Varšavě (Polsko), a od roku 2018 do roku 2022 působila jako odborná asistentka na Fakultě sociálních studií Masarykovy univerzity v Brně. V současné době je docentkou (associate professor) na katedře technologie a bezpečnosti na Přírodovědecké a technologické fakultě Univerzity v Tromsø (Norsko) – Norské arktické univerzity (Universitetet i Tromsø – Norges arktiske universitet).

### Vědecká činnost
Ve své akademické práci se soustředí na témata související s mezinárodní bezpečností, se zvláštním zaměřením na politické násilí v asymetrických konfliktech a zejména v současném islámském terorismu (džihádismu). Specializuje se na identifikaci a protiopatření proti radikalizaci a teroristické činnosti evropských konvertitů k islámu. Ve své disertační práci mimo jiné prezentuje originální koncepci hodnocení hrozeb tvořených konvertity k islámu založenou na nové typologii zohledňující strukturu motivací potenciálních teroristů.
Další důležitou oblastí jejího studia jsou pak nelineární a interdisciplinární bezpečnostní rizika v kontextu vznikajícího projektu Festung Europa („Pevnost Evropa“), zejména v kontextu sekuritizované migrace a teroristických hrozeb. Její práce navazují na současnou kodaňskou školu a zaměřují se na to, jak tyto hrozby ovlivňují společenskou bezpečnost, zejména v kontextu kulturní bezpečnosti.

## Členství v profesních organizacích
Dr. Bartoszewicz je expertem Evropské komise (Research Executive Agency – REA), zpravodajem a hodnotitelem, odborníkem polského ministerstva kultury a národního dědictví, odborníkem na polskou vědu, recenzentem časopisu „Journal of Terrorism Research“, „International Journal of Education, Innovation and New Technologies“, „Securitologia“ a člen akademické rady „Oriental Law Review“.
V roce 2017 byla pozvána do National Stakeholder Group projektu DARE Horizont 2020 (Dialogue About Radicalisation and Equality), což je mezinárodní výzkum zaměřený na dva současné a vzájemně provázané radikalizační procesy: krajně pravicový a islamistický.
Je také členem Asociace britských mezinárodních studií (British International Studies Association – BISA) v Birmingham a přidruženou členkou Centra pro bezpečnostní výzkum (Centre for Security Research – CeSeR) v Edinburghu.

## Vybrané publikace

### Knihy
- Bartoszewicz, M.G., Pevnost Evropa, Centrum pro studium demokracie a kultury, Brno 2020, ISBN 978-80-7325-509-1 (česky)
- Bartoszewicz, M.G., Festung Europa, Ośrodek Myśli Politycznej, Kraków 2018, ISBN 978-83-66112-04-9 (polsky)

### Kapitoly v editovaných monografiích
- Bartoszewicz, M.G., Memory as a Security Policy: The Case of Poland [in:] Karnaukhova, Oxana; Apryshchenko, Victor, Memory, Identity, and Nationalism in European Regions. IGI Global, Hershey, Pennsylvania 2019, s. 50–77, DOI: 10.4018/978-1-5225-8392-9ch003, ISBN 978-15-22583-92-9 (anglicky)

### Články
- Bartoszewicz M.G., Intermarium: A Bid for Polycentric Europe, „Geopolitics”, Taylor & Francis (Routledge), London 2021, s. 1–25, DOI: 10.1080/14650045.2021.1973439 (anglicky)
- Bartoszewicz M.G., El Ghamari M., (Un)Sustainable Development of Minors in Libyan Refugee Camps in the Context of Conflict-Induced Migration, „Sustainability”, 12 (11), MDPI, Basel 2020, s. 4537, DOI: 110.3390/su12114537, OCLC 320965599, Výzkumný projekt: „Obozy oraz ośrodki detencyjne w regionie MENA (po 2015 r.)” (anglicky)
- Bartoszewicz, M.G., Celebrity populism: a look at Poland and the Czech Republic, „European Politics & Society”, Routledge, London 2019, 20 (2), s. 470–485 DOI: 10.1080/23745118.2019.1569342, eISSN 2374-5126, ISSN 2374-5118 (anglicky)

- Bartoszewicz, M.G., The 'White Army of Terror': European converts to Islam and Public Imagination, „Islam and Civilisational Renewal”, IAIS Malaysia, Kuala Lumpur 2015, 6 (1), s. 25–42, ISSN 2041-871X (anglicky)

- Bartoszewicz, M.G., Controversies of Conversions: The Potential Terrorist Threat of European Converts to Islam, „Perspectives on Terrorism”, Center for Terrorism and Security Studies, Lowell, Massachusetts 2013, 7 (3), s. 17–29, ISSN 2334-3745 (anglicky)

### Publicistika
- Bartoszewicz, M.G., Ukraina dla początkujących, „Kurier Wnet”, 55, leden 2019, s. 6, ISSN 2300-6641 (polsky)
- Bartoszewicz, M.G., Uniwersytet utracony, „Rzeczpospolita”, 140 (11080), 19. června 2018, A11, ISSN 0208-9130 (polsky)
- Bartoszewicz, M.G., Demokratura, „Teologia Polityczna Co Tydzień”, 21 (113), Zwijanie liberalnego projektu, 25. května 2018, ISSN 2719-4876 (polsky)